# Paradrina indicata
Paradrina indicata là một loài bướm đêm trong họ Noctuidae.